# Callum Blue
Pour les articles homonymes, voir Blue.
Daniel James Callum Blue dit Callum Blue est un acteur anglais né le 19 août 1977 à Londres connu pour ses rôles dans les séries Dead Like Me et Smallville.

## Biographie
Il a étudié à Mountview Theatre School à Londres, pour apprendre le métier de comédien.

## Filmographie

### Cinéma

#### Longs métrages
- 2001 : La jeunesse des trois mousquetaires (Young Blades) de Mario Andreacchio : Aramis
- 2003 : Devil's Gate de Stuart St. Paul : Rafe
- 2004 : Un mariage de princesse (The Princess Diaries 2: Royal Engagement) de Garry Marshall : Andrew Jacoby
- 2006 : Caffeine de John Cosgrove : Charlie
- 2007 : Jeunes adultes qui baisent (Young People Fucking) de Martin Gero : Ken
- 2009 : Le Drôle de Noël de Scrooge (A Christmas Carol) de Robert Zemeckis : Mr Cratchit
- 2009 : Dead Like Me : Life After Death de Stephen Herek : Mason
- 2009 : Red Sands d'Alex Turner : Gregory Wilcox
- 2009 : Little Fish, Strange Pond de Gregory Dark : Sweet Stephen Miller
- 2011 : Colombiana d'Olivier Megaton : Richard
- 2013 : Fractured d'Adam Gierasch : Dylan / Jaron
- 2013 : And Now a Word from Our Sponsor de Zack Bernbaum : Lucas Foster
- 2014 : Saul: The Journey to Damascus de Mario Azzopardi : Addai
- 2015 : Dartmoor Killing de Peter Nicholson : Chris
- 2016 : The Charnel House de Craig Moss : Alex Reaves
- 2016 : Criticsized de Carl T. Evans : Détective Jack Donaldson
- 2021 : American Desert d'Adrian Bartol : Ryan
- 2025 : Paint de lui-même : Dove

#### Courts métrages
- 2012 : The Chronicles of Sir Colonel Walter S Houghington III: Entry One de Colin A. Borden : Sir Colonel Walter S Houghington III (voix)
- 2016 : The Five Wives & Lives of Melvyn Pfferberg de Damian Samuels : Leo
- 2019 : Goodnight Death d'Elsa Levytsky : Charles

### Télévision

#### Séries télévisées
- 1999 : The Bill : Carl Wink
- 2000 : Doctors : Denny
- 2000 : Casualty : Paul Hughes
- 2001 : Where the Heart Is : Clem Jones
- 2001 : Shades : Nick MacIntyre
- 2002 : Et alors ? (As if) : Mark
- 2003 - 2004 : Dead Like Me : Mason
- 2005 : Grey's Anatomy : Viper
- 2005 - 2006 : Related : Bob
- 2007 : Les Tudors (The Tudors) : Anthony Knivert
- 2007 - 2011 : Journal intime d'une call girl (Secret Diary of a Call Girl) : Alex
- 2008 : Dirt : Graham Duncan
- 2009 : The Sarah Jane Adventures : Lord Marchwood
- 2009 - 2011 : Smallville : Général Zod
- 2010 : Sanctuary : Edward Forsythe
- 2011 : Zen : Carlo Fagioli
- 2011 : Mystery! : Carlo Fagioli
- 2012 : Book Club : Jack
- 2013 : Royal Pains : Milos Kuester Ratenicz
- 2015 : Proof : Peter Van Owen
- 2018 : Ransom : George Harris
- 2018 : Blindspot : Owen Booth
- 2021 : On the Verge : Thomaso
- 2022 : Périphériques, les mondes de Flynne (The Peripheral) : Reggie
- 2023 : The Rookie: Feds : Geoffrey Kerkhoff
- 2024 : 9-1-1 : Brad Torrance

#### Téléfilms
- 2001 : L'Impossible Amour (In Love and War) de John Kent Harrison : Eric Newby
- 2011 : Tanker (Super Tanker) de Jeffery Scott Lando : Adam Murphy
- 2015 : The Red Dress de Leif Bristow : Rainer
- 2017 : Le parfum du grand amour (Love Blossoms) de Jonathan Wright : Stefan Loxley
- 2021 : L'amour au menu ! (Mix Up in the Mediterranean) de Jonathan Wright : Henri Vermeiren
- 2022 : Un Noël so British (Jolly Good Christmas) de Jonathan Wright : Callum